# Aanslagen in Noorwegen op 22 juli 2011
De aanslagen in Noorwegen in 2011 waren twee terroristische aanvallen die op 22 juli 2011 werden gepleegd: een bomaanslag in de regeringswijk van de Noorse hoofdstad Oslo en daaropvolgend een schietpartij op een politiek jeugdkamp op het eiland Utøya. De schietpartij eindigde met de arrestatie van de toen 32-jarige Anders Behring Breivik, die van beide daden werd verdacht en deze ook allebei heeft bekend.

## Bomaanslag in Oslo
Om 15.26 uur (CEST) vond een bomaanslag plaats in het Regjeringskvartalet, de regeringswijk van Oslo. Een ANFO-autobom explodeerde vlak voor de ingang van het kantoor van premier Jens Stoltenberg, gelegen aan het Einar Gerhardsens Plass bij Grubbegata. Rondom het plein waren ook de ministeries van Landbouw, van Financiën, van Justitie en Politie, van Olie en Energie, en van Handel gevestigd.
Centrale delen van de regeringsgebouwen liepen door de explosie ernstige schade op en in de wijde omtrek braken ruiten. Na de explosie brak er brand uit in een gebouw aan Grubbegata, achter de kantoren van de premier. De kracht van de explosie werd deels opgevangen door een onderliggende parkeergarage. Zonder deze parkeergarage hadden het kantoor van de premier en het ministerie van Justitie en Politie kunnen instorten met een groot aantal slachtoffers tot gevolg. Er vielen acht doden, twee zwaargewonden en vijftien gewonden. De premier en de andere ministers raakten niet gewond.

## Bloedbad op Utøya
Twee uur na de explosie van de bom in Oslo vond een bloedbad plaats op het eiland Utøya, circa 50 kilometer ten noordwesten van Oslo. Op dat eiland werd door de jeugdafdeling van de regerende sociaaldemocratische Noorse Arbeiderspartij een jeugdkamp georganiseerd waar tussen de 500 en 700 jongeren aanwezig waren.
Een geüniformeerde man met een grote tas arriveerde op het eiland, deed zich voor als politieman en wist zich onder het mom van een routinebezoek in verband met de bomaanslag in Oslo toegang tot het eiland te verschaffen. Eerst riep hij de jongeren op zich rondom hem te verzamelen en daarna begon hij op hen te schieten en later ook op de mensen die daarna al zwemmend probeerden te vluchten.
Breivik belde gedurende de schietpartij verscheidene malen met de politie. Op een persconferentie op 18 augustus gaf de politie details vrij van twee telefoongesprekken die hij pleegde met telefoons die hij vermoedelijk op het eiland had buitgemaakt. Tussen de gesprekken door ging hij door met schieten.
Na de aankomst van een antiterrorisme-eenheid gaf de dader zich over en kon hij worden gearresteerd. Het officiële dodental van dit bloedbad ligt op 69 personen. Het totale dodental inclusief 'Oslo' is 77.
Premier Stoltenberg zou oorspronkelijk op 23 juli, de dag na de aanslag, een bezoek brengen aan het kamp maar dat ging vanwege de aanslagen niet door. Op de dag van de aanslag was wel ex-premier Brundtland aanwezig, maar doordat de schutter onderweg naar Utøya werd opgehouden, had Brundtland Utøya reeds verlaten toen hij arriveerde.

## De dader
De schutter die op Utøya werd gearresteerd, was de 32-jarige Noorse man Anders Behring Breivik uit Oslo, met naar eigen zeggen extreemrechtse en anti-islamitische opvattingen. Zowel voor deze aanslag als voor de schietpartij op Utøya legde hij een bekentenis af.

### Gerechtelijke vervolging
Op 25 juli 2011 werd Breivik voorgeleid voor de rechter-commissaris. Hij werd aangeklaagd voor terroristische activiteiten en voor acht weken in voorlopige hechtenis genomen, waarvan de eerste vier weken in afzondering.
Op 13 augustus 2011 keerde Breivik, vastgebonden aan een touw en onder strenge veiligheidsmaatregelen, met de politie terug op Utøya voor een urenlange reconstructie van het bloedbad. Volgens de politie leverde de reconstructie veel nieuwe details op, maar over de inhoud daarvan werden geen mededelingen gedaan.
Op 16 april 2012 begon de rechtszaak tegen Breivik. Twee professionele rechters en drie lekenrechters behandelen de rechtszaak in de rechtbank in Oslo. Breivik bekende dat hij de genoemde daden heeft gepleegd, maar voelt er zich niet verantwoordelijk voor. Hij noemde de daden 'noodzakelijk'.
Breivik is op 24 augustus 2012 door de rechters toerekeningsvatbaar verklaard en is daarbij veroordeeld tot een celstraf van 21 jaar, met een minimum van 10 jaar, het maximum aantal jaren wat in deze zaak gegeven kon worden. Na deze 21 jaar zal worden beoordeeld of Breivik nog altijd een gevaar voor de samenleving vormt. Zo ja, dan wordt de straf met 5 jaar verlengd. Dit proces zal zich dan elke 5 jaar herhalen, wat neerkomt op een mogelijk levenslange straf.

## Reacties

### Binnenlands

Herdenking op het plein Rådhusplassen in Oslo.

Premier Stoltenberg betuigde op een persconferentie kort na de aanslag zijn medeleven aan de slachtoffers van de aanslagen. Hij sprak van een "nachtmerrie" en zei: "Nooit sinds de Tweede Wereldoorlog is ons land getroffen door een misdaad van zulke omvang". De Noorse koning Harald, koningin Sonja en kroonprins Haakon brachten tevens een bezoek aan nabestaanden van de schietpartij.
Op 25 juli 2011 hielden Noorwegen en de andere Scandinavische landen een minuut stilte voor de slachtoffers van de twee aanslagen. In Oslo kwamen ongeveer 200.000 mensen bijeen, hierbij werden veel bloemen neergelegd.

### Internationaal
De Voorzitter van de Europese Raad, Herman Van Rompuy, bestempelde de bomaanslag in Oslo als een daad van lafheid. José Manuel Barroso, de voorzitter van de Europese Commissie, reageerde geschokt op de aanslagen.
Toen de Amerikaanse president Barack Obama zijn medeleven betuigde aan de Noorse bevolking, beloofde hij de Noorse autoriteiten Amerikaanse hulp bij het onderzoek naar de dader(s) van de aanslagen.

## Oefening
In de week voorafgaande aan de aanslagen in Oslo heeft de politie oefeningen gehouden die gebaseerd waren op een soortgelijk scenario. Dit scenario ging uit van een aanslag, waarbij een of meerdere personen zo veel mogelijk mensen zouden doodschieten. De oefeningen eindigden op de dag dat de 'echte' aanslag plaatsvond, om 15.00 uur, 26 minuten voordat de bom ontplofte.